# La Poma

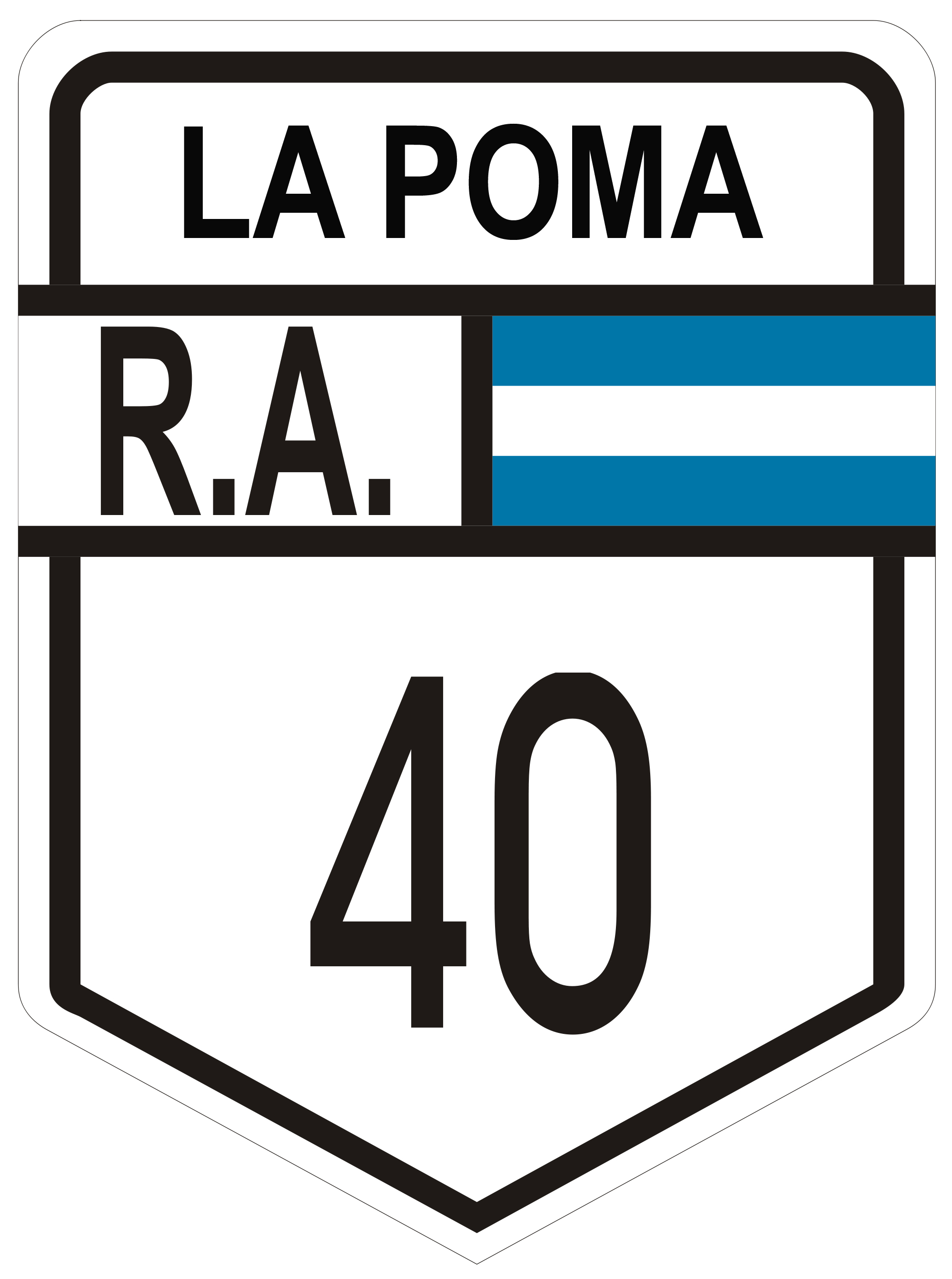
La Poma forma parte del circuito turístico de la Ruta nacional 40.

La Poma es la localidad cabecera del Departamento homónimo,  provincia de Salta, noroeste de Argentina.

## Toponimia
Su nombre, según Federico Kirbus deriva de la voz quechua puma, que empleaban para designar a los feroces felinos del mismo nombre (Felis concolor) que vivían en la zona. Sin embargo otra versión (de Domingo Bravo) dice que el nombre se originó en: “la piedra pómez, por cuanto el lugar se encuentra en una región volcánica donde abunda este material”. Por otra parte, un lugareño ha expresado al autor que a ese mineral lo llaman piedra poma.

## Población
Contaba con 612 habitantes (Indec, 2001), lo que representa un incremento del 72,3% frente a los 357 habitantes (Indec, 1991) del censo anterior. Estas cifras incluyen Pueblo Viejo

## Fiestas Patronales
- Anualmente el cuarto domingo de diciembre, es la Fiesta Patronal en honor a Santa Bárbara
- anualmente el primer domingo de enero se celebra el festival de la Trucha

## Producción
- Ganadería caprina, ovina, granos, oleaginosas.

## Clima
- Tº promedios en enero: 18 a 23 °C
- Tº promedios en julio: 7 a 11 °C

Los días suelen ser soleados, refrescando mucho de noche.

## Un edén en los Valles Calchaquíes
Quebradas sinuosas, cumbres aterciopeladas, serranías erizadas de cardones y un cielo cada vez más azul conducen el recorrido de 190 km hasta la Poma. El Puente del Diablo, dos volcanes y graneros incaicos son algunos de los tesoros naturales del pueblo situado a 3.015 m s. n. m.
Imponentes cerros y lejanos picos nevados contienen a La Poma. Los Volcanes Gemelos, son sus guardianes que tienen unos cien mil años y pertenecen al período cuaternario. Se trata de lavas basálticas con escorias que produjeron un taponamiento del río y han formado lagos temporarios.

## Historia
Aunque existen algunos vestigios precolombinos, el primer dato registrado es el colonizador español Manuel Félix de Soltevila, quien llegó a este lugar dos siglos después del descubrimiento de América.

### Terremoto de La Poma 1930
La Poma fue semidestruida por un terremoto ocurrido el 24 de diciembre de 1930, a las 6.02, a 30 km de profundidad, 6,4 en la escala de Richter y VIII en la escala de Mercalli: ocasionó importantes daños y numerosas víctimas fatales. Un sector del caserío de adobe fue reconstruido y otro fue edificado a una distancia de un kilómetro junto al río Peña, en su desembocadura sobre el Calchaquí.

#### Sismicidad
La sismicidad del área de Salta es frecuente y de intensidad baja, y un silencio sísmico de terremotos medios a graves cada 40 años.
- Sismo de 1930: aunque dicha actividad geológica catastrófica, ocurre desde épocas prehistóricas, el terremoto del 24 de diciembre de 1930 (94 años),[5] señaló un hito importante dentro de la historia de eventos sísmicos salteños, con 6,4 Richter. Pero nada cambió extremando cuidados y/o restringiendo códigos de construcción.[4]
- Sismo de 1948: el 25 de agosto de 1948 (76 años) con 7,0 Richter, el cual destruyó edificaciones y abrió numerosas grietas en inmensas zonas[5][4]
- Sismo de 2010: el 27 de febrero de 2010 (15 años) con 6,1 Richter

## Turismo
Un callejón enmarcado por dos pircas de adobe de unos 500 metros de largo resguarda al pueblo viejo y le otorga un encanto particular. En sus costados, los senderos salpicados con rebaños de ovejas y llamas ofrecen otra postal del lugar.
Dos kilómetros más adelante se encuentra el Puente del Diablo, una estructura construida por la naturaleza. Aquí, el agua del río Calchaquí se encajona en las montañas. El rumor del agua deja atrás todos los ruidos de la civilización. Para llegar a este paraje se debe descender por una cuesta que conduce al cruce natural por donde pasa el río Calchaquí.
Otra perla de las cercanías de La Poma, son Los Graneros. Dentro de una enorme cueva hay silos circulares y rectangulares. Servían, fundamentalmente, para almacenar maíz. En el lugar se encontraron marlos, y por el tipo de arquitectura se los considera incaicos.
La instalación en barro es compleja. Contiene los principios modernos de ventilación y protección de roedores que hasta hoy están vigentes.

### Cómo llegar
Para llegar a la Poma se parte desde Salta capital por la ruta provincial RP 68. Se pasa por Cerrillos, La Merced, El Carril, hasta Chicoana. Luego se accede a la Quebrada de Escoipe hasta Payogasta, por la ruta provincial RP 33.

### Cuesta del Obispo

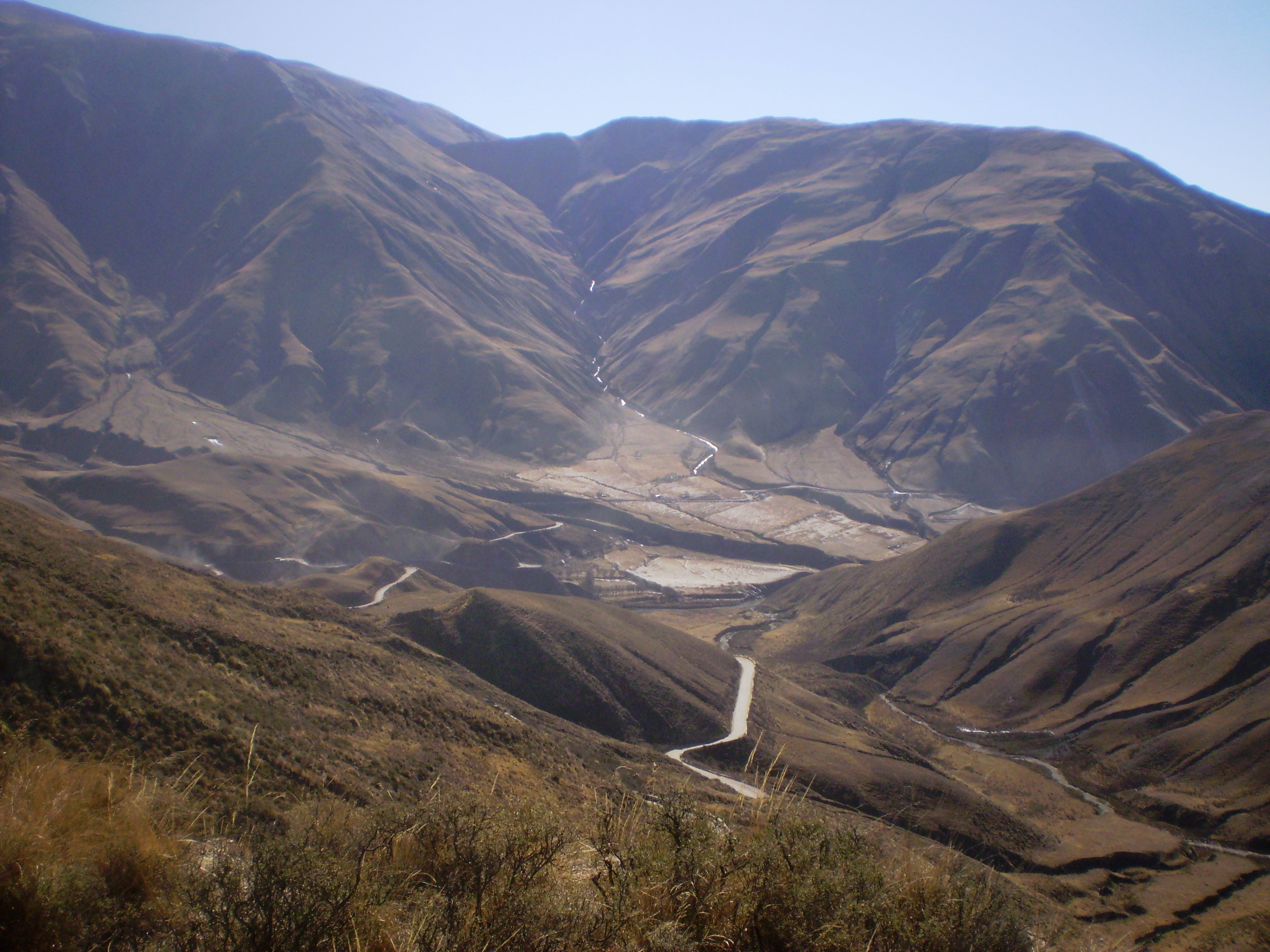
Cuesta del Obispo.

Entre Escoipe y Payogasta se encuentra la sinuosa Cuesta del Obispo, después el camino comienza a erizarse de cactus cuando se cruza el Parque Nacional Los Cardones. En Payogasta el camino se abre en dos, se debe tomar el de la mano derecha y transitar unos 43 km por la RN 40 antes de llegar a La Poma. Desde la ciudad de Salta se recorre 190 km; en una camioneta, el viaje dura alrededor de cinco horas. Podría ser menos, pero el paisaje impone detenerse algunos minutos.
La RN 51 es otro camino que también conduce a La Poma. Pasa por Campo Quijano, Santa Rosa de Tastil y antes de llegar a San Antonio de los Cobres se desvía hacia el Sur por la RN 40, y se atraviesa el Abra del Acay antes de llegar al poblado. Pero, hay que tener cuidado porque durante el invierno las vías de comunicación quedan interrumpidas por la nieve o el hielo.